# Relaciones Colombia-República Checa
Las relaciones Colombia-Chequia son las relaciones exteriores entre la República Checa y la República de Colombia. Colombia está representada en la República Checa a través de su embajada en Viena (Austria). La República Checa cuenta con una embajada en Bogotá y tres consulados en Barranquilla, Cartagena y Medellín.

## Historia
Las primeras conexiones entre las tierras checas y el área de Colombia actual ocurrieron en los tiempos del período moderno temprano, durante las actividades misioneras de los jesuitas en esa área. En 1860/1870 el botánico checo Benedikt Roezl (Benedikt Roezl) descubrió la planta cycad Zamia roezlii en la costa del Pacífico en Colombia. La planta lleva su nombre. En 1922 comenzó la actividad consultiva entre Checoslovaquia y Colombia. Desde 1926 el cónsul colombiano ha tenido su sede en Praga. En 1935 ambos países acordaron intercambiar embajadores.
En 2008, durante su visita a Colombia, el primer ministro checo Mirek Topolánek negoció una posible venta del avión de combate Aero L-159 Alca con el presidente colombiano Álvaro Uribe.